# Drongen
Drongen (en francés: Tronchiennes) es un submunicipio de la ciudad de Gante (término municipal de Gante, provincia de Flandes Oriental, Región Flamenca, Bélgica).
Drongen está dividida en tres parroquias: Drongen, Luchteren y Baarle.
Drongen es conocida por su monasterio medieval, fundado en el siglo XVII por el monje Amandus, el Misionero de Leie y Schelde. Destruida por los normandos en el año 853, el monasterio fue vuelto a construirse por los condes de Flanders. El monasterio fue víctima de las guerras religiosas después de la Reforma, y en 1578 fue de nuevo destruida por los Calvinistas. En 1638, la iglesia de la abadía fue reconstruida y entre 1638 y 1698 el monasterio fue restaurado. Después de un incendio en 1727, la torre de la iglesia fue restaurada nuevamente en 1734, con una apariencia distintiva. En 1797, los franceses ocuparon y vendieron la abadía. En 1804, Lieven Bauwens utilizó el monasterio como una planta textil. El actual monasterio y abadía se remonta a 1859 y permanece en uso como un centro espiritual dedicado a las enseñanzas de Ignacio de Loyola.